# Apagos
Apagos est un jeu de stratégie combinatoire abstrait pour deux joueurs.

## Présentation

### Matériel
4 carrés avec des trous des deux côtés, 1 rampe, 10 billes blanches, 10 billes noires.

### Objectif
Un joueur joue avec des billes blanches, l’autre avec des billes noires. Le but est d'avoir plus de billes que son adversaire sur le plus haut carré de la rampe, à la fin de la partie.

### Installation
Chaque joueur choisit la couleur de ses billes (noir ou blanc).
La rampe est posée sur la table, ainsi que les 20 billes.
Un joueur pose librement les 4 carrés sur la rampe, en choisissant le nombre de trous visibles.
L’autre joueur commence à jouer, puis chacun joue à tour de rôle.

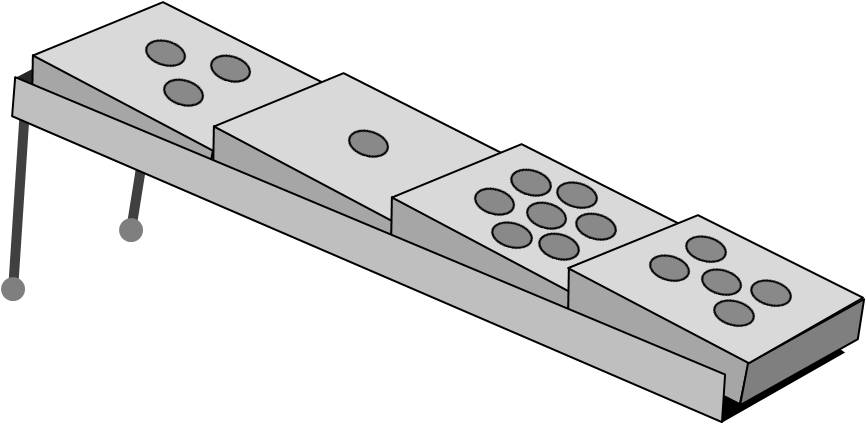
Exemple d'une position de départ.

### Déroulement de la partie
À son tour un joueur doit accomplir une seule des deux actions suivantes :
- 1) Le joueur prend dans la réserve une bille de la couleur de son choix (une de ses billes ou une bille de son adversaire) et la pose dans un trou vide sur l’un des carrés. Le carré qui vient de recevoir la bille doit immédiatement monter d’une place sur la rampe. Pour cela, le joueur soulève ce carré, puis il appuie sur le carré situé juste au-dessus pour le faire glisser vers le bas, enfin il repose sur la rampe le carré qu’il a soulevé. Si le carré qui vient de recevoir la bille est déjà le plus haut de la rampe, il reste simplement à sa place.

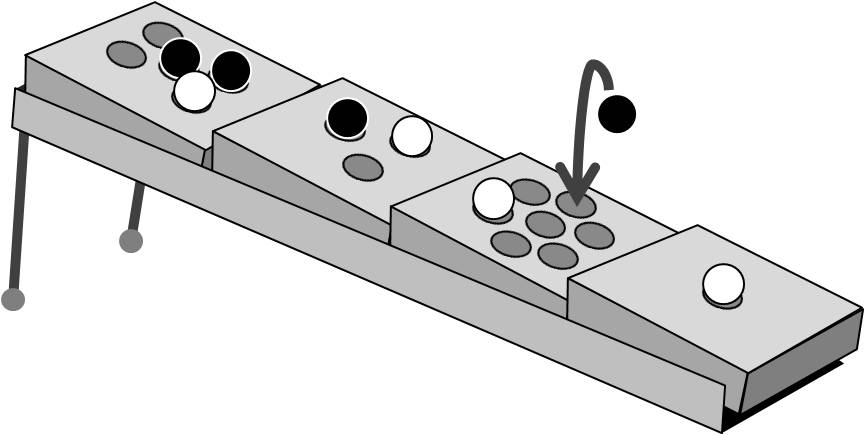
Une bille noire est posée.
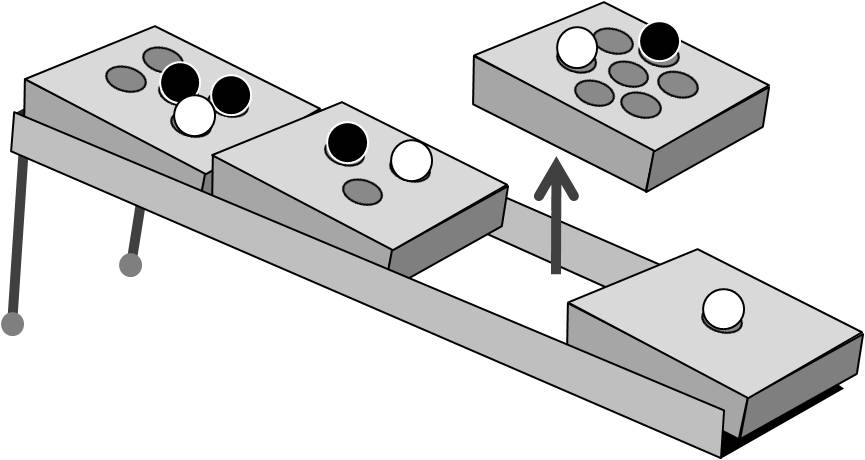
Le joueur soulève le carré qui vient de recevoir cette bille.
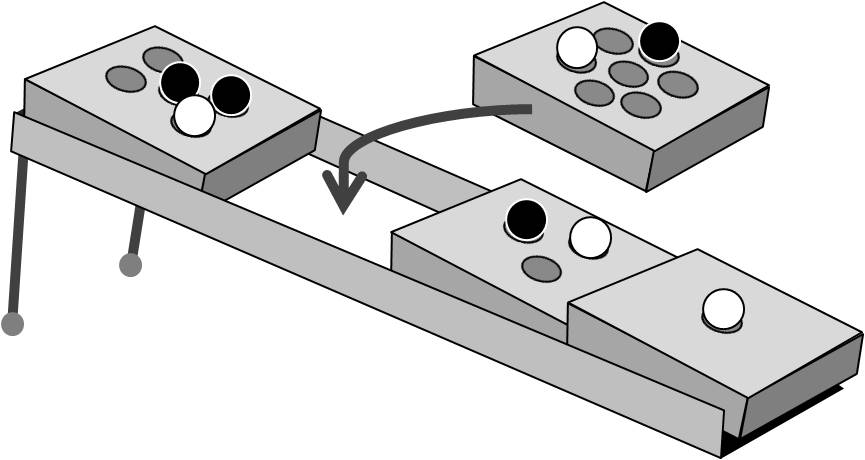
Le joueur appuie sur le carré situé juste au-dessus et qui glisse automatiquement.
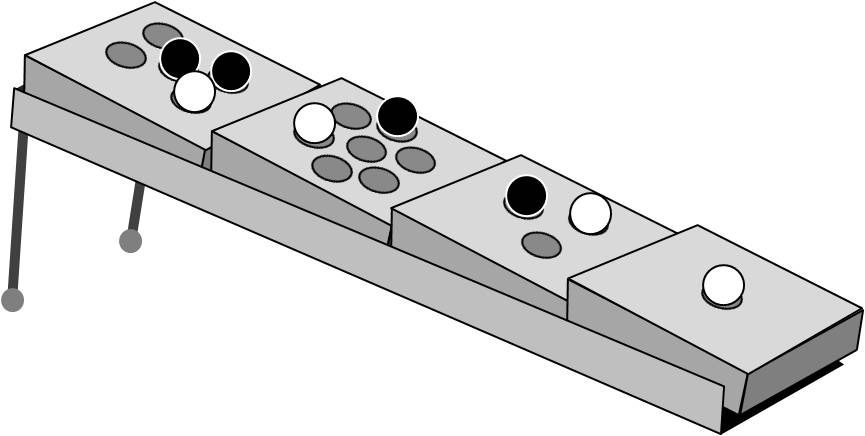
Le joueur repose le carré qui monte ainsi d'une place sur la rampe.

- Ou 2) Le joueur prend une bille de sa couleur déjà sur un carré, puis il déplace cette bille vers un trou vide d’un des carrés situé plus bas sur la rampe. Le carré qui reçoit cette bille reste à sa place. Le joueur ne peut pas déplacer une de ses billes vers un carré plus haut, ni déplacer une bille de son adversaire.

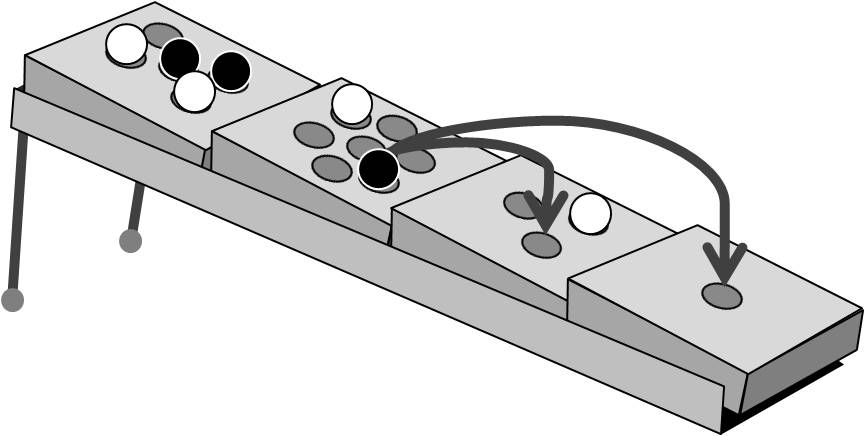
le joueur qui a les billes noires peut faire descendre sa bille et aucun carré ne bouge.
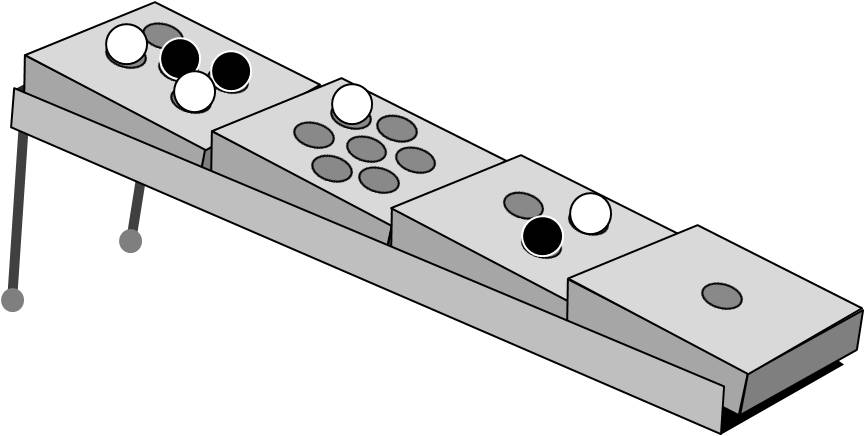
Situation après le déplacement de la bille noire.

### Fin de la partie
La partie s’arrête lorsque tous les trous sont occupés par des billes. Le carré qui reçoit la dernière bille monte d’une place sur la rampe, sauf si ce carré est déjà le plus haut. Ensuite, Le joueur qui possède le plus de billes de sa couleur sur le plus haut carré de la rampe gagne la partie.

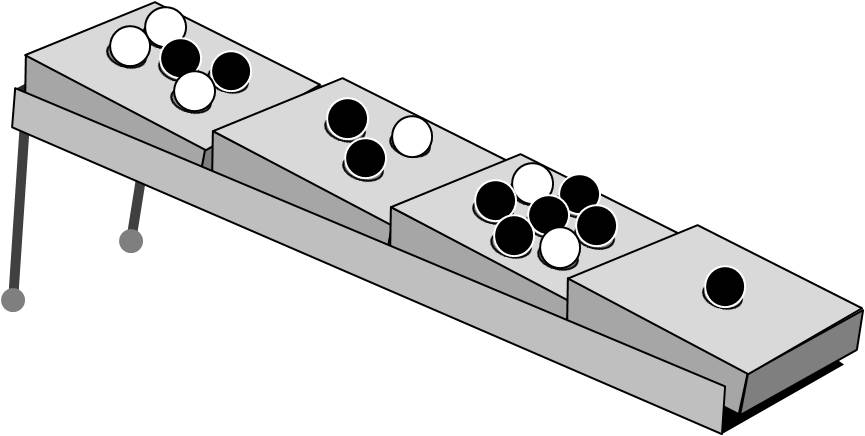
Dans cet exemple, le joueur qui a les billes blanches gagne car il a la majorité des billes sur le plus haut carré et tous les trous sont remplis.

## Historique

### Le prototype
Le prototype du jeu, dénommé Galapagos est conçu par Francis Pacherie. Galapagos est classé finaliste du concours des créateurs de jeux de Boulogne Billancourt en 2004 et en 2008. Le nom « Galapagos » vient du fait que le matériel est constitué de quatre tortues sur le dos desquelles les joueurs posent des pions en bois.

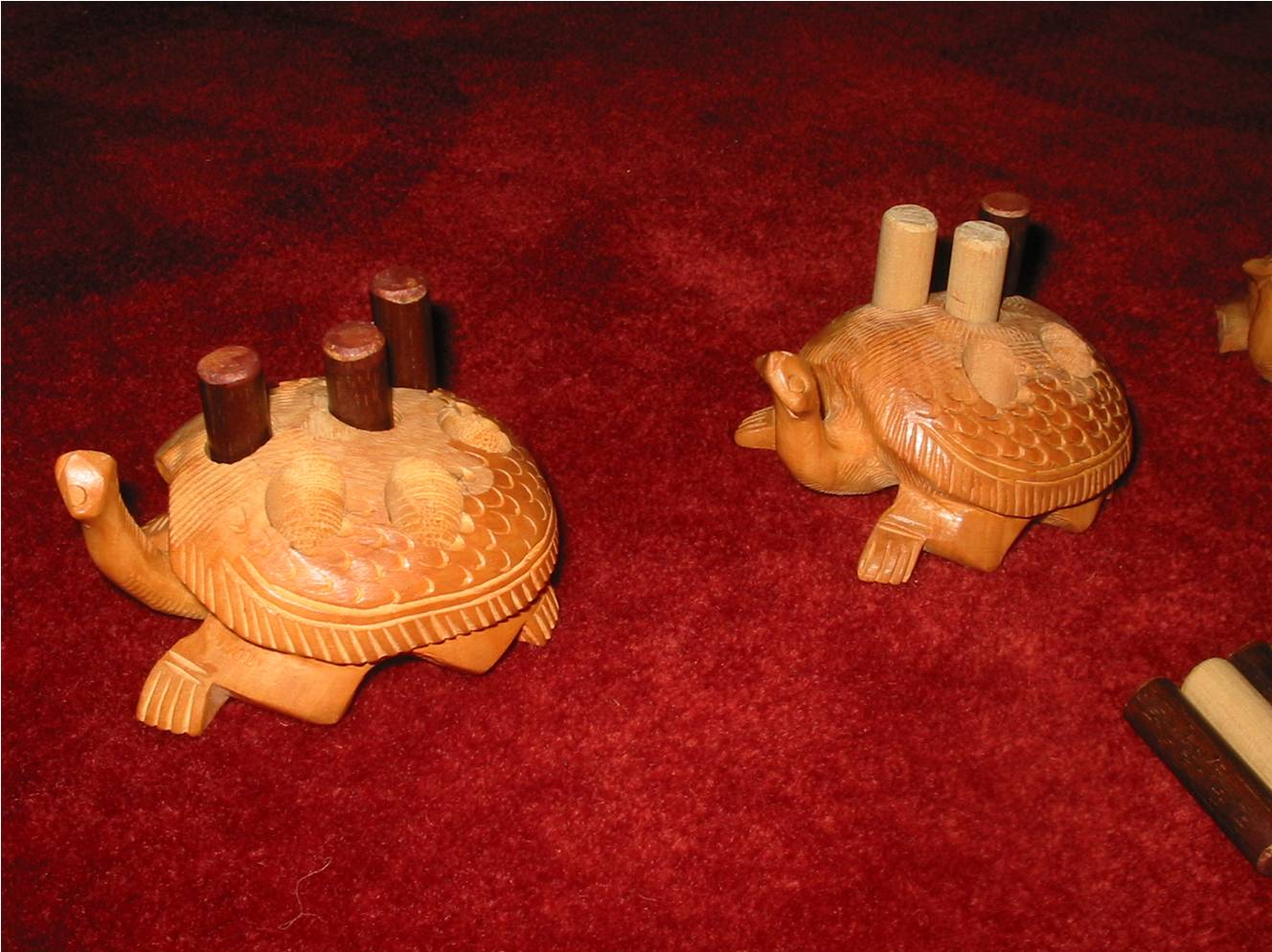
Prototype du jeu en 2004.

### La première version
En 2010 apparaît la première version du jeu, éditée à compte d'auteur sous le nom d'Apagos. Produite à seulement 300 exemplaires sous le label Owlydays, cette série est distribuée par Internet et lors des festivals ludiques. La règle est identique à celle du prototype, mais les tortues sont à présent recto-verso, avec des trous différents de chaque côté et des billes remplacent les pions cylindriques.

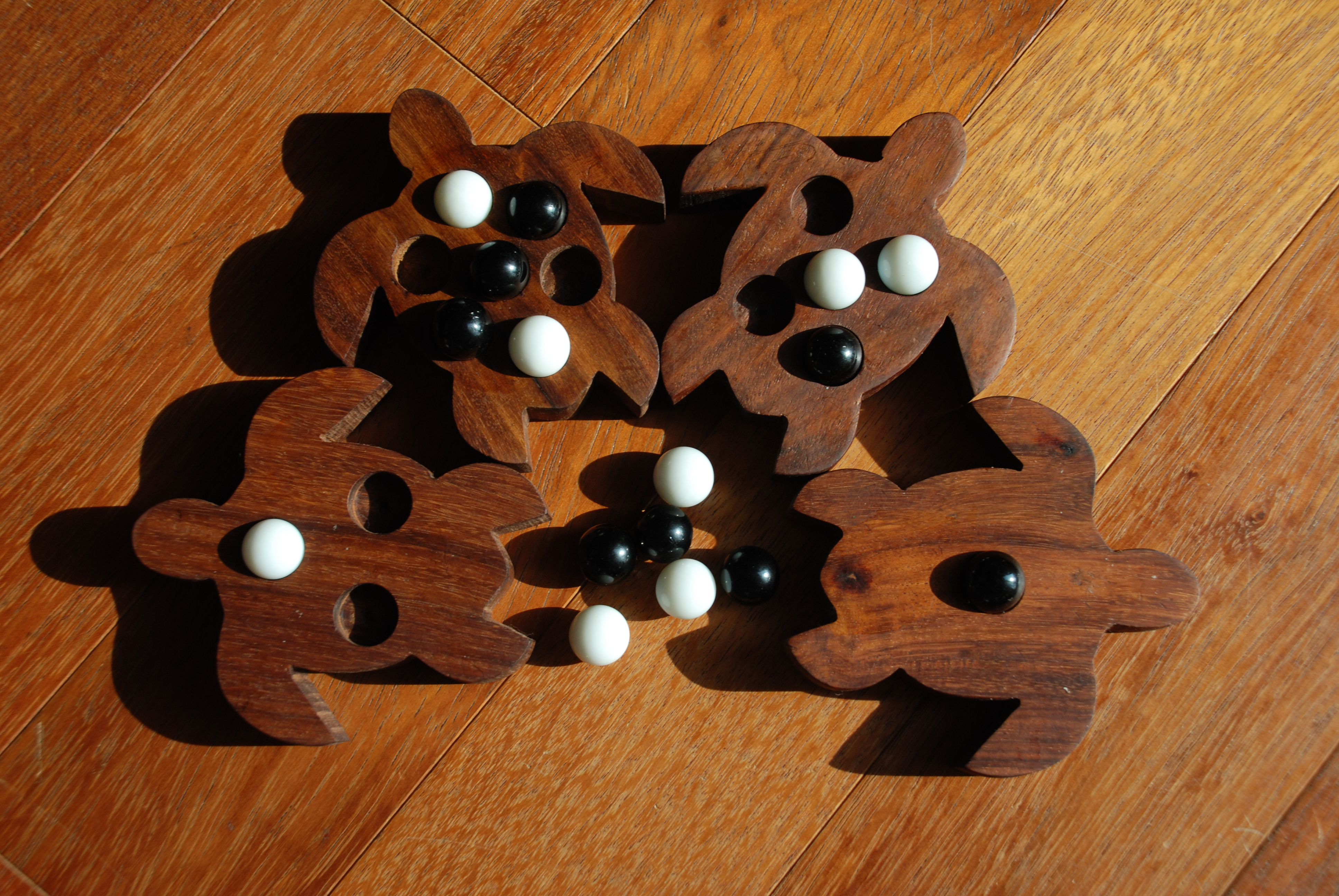
Matériel de la première édition, en 2010

### L'édition Mica Games
En 2011, la société Mica Games produit le jeu en conservant le nom Apagos et la règle, mais le designer suédois Joel Ydring change radicalement le matériel. Les quatre tortues sont remplacées par des carrés en bois posés sur un plan incliné. Le déplacement des carrés vers le bas s'effectue par un système de glissement automatique. La même année, Apagos est présenté pour la première fois aux distributeurs lors du Salon du jeu de Paris, puis au Salon du jouet de Nuremberg.